# Heinz Flessner

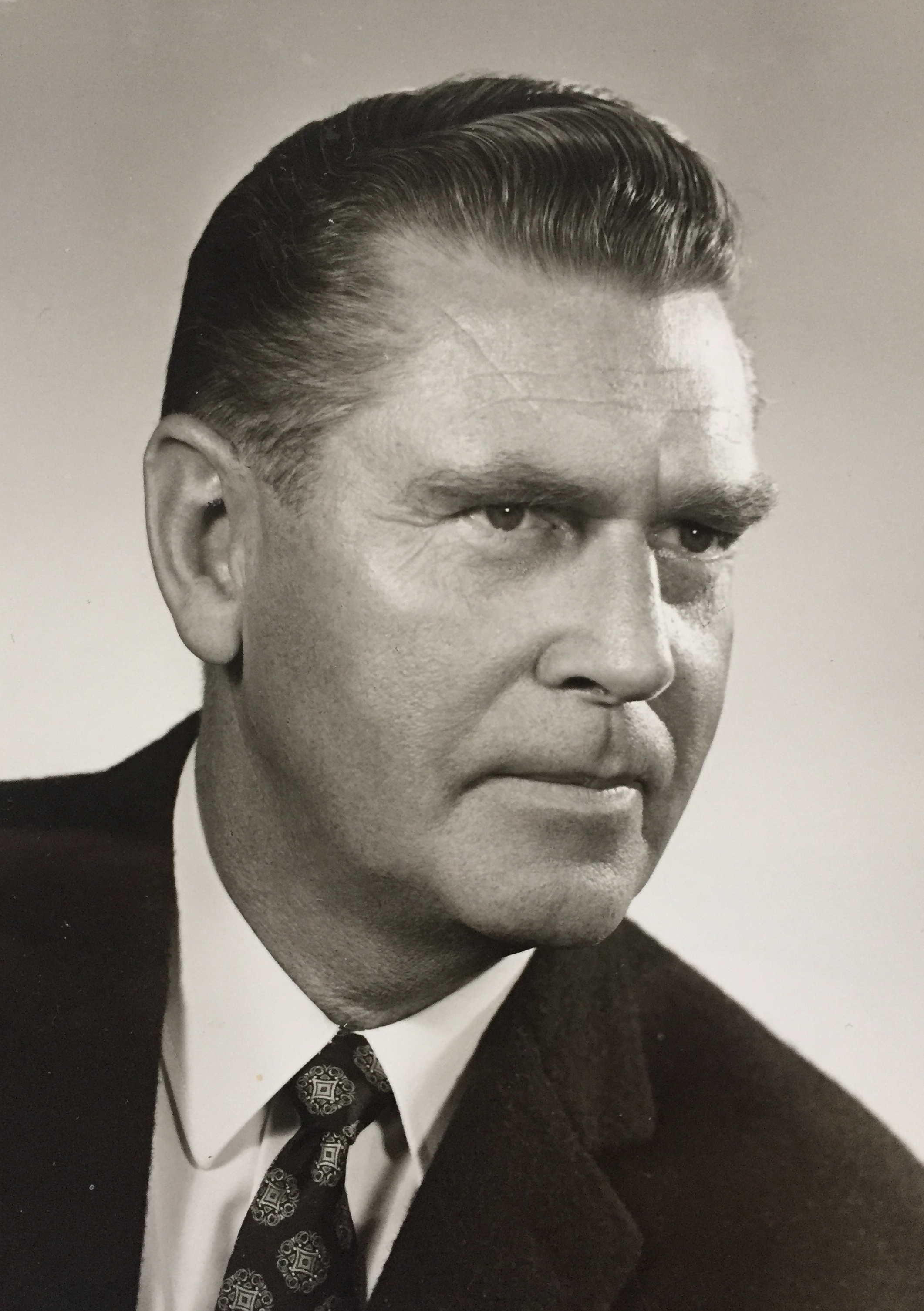
Heinz Flessner (1951)

Heinz Flessner (* 25. Mai 1911 in Varel als Heinrich Bernhard Diedrich Flessner; † 19. März 1998 in Bad Homburg) war ein deutscher Maschinenbauingenieur, Erfinder und Unternehmer. Er war Ingenieur bei der Auto Union AG in Berlin-Spandau, ferner an der amtlichen Prüfstelle und Versuchsanstalt für KFZ an der TH Berlin und Betriebsleiter bei Bilstein in Ennepetal-Altenvoerde. 
Als Mitglied der allgemeinen SS wurde er bei Ausbruch des Zweiten Weltkriegs zur Waffen-SS eingezogen und arbeitete nach einer Verwundung in den letzten Kriegsmonaten am Projekt Natter mit. Nach dem Zusammenbruch des NS-Staats gründete er die Flessner KG, eine Produktionsfirma für Kartoffelchips. In diesem Bereich gilt er als Pionier und erhielt von englischen Fachmedien den Spitznamen „Mister Chips“.

## Leben

### Jugend, Schule, Studium
Heinz Flessner wurde 1911 in eine norddeutsche evangelische Beamtenfamilie geboren. Sein Vater war Amtmann bei der deutschen Reichsbahn. Nach dem Abitur 1930 am Oldenburger Herbartgymnasium nahm er ein physikalisches Maschinenbaustudium an der Universität in München auf und schloss dort mit dem Vorexamen ab. Mit dem Wintersemester 1932 belegte er an der Technischen Hochschule Berlin-Charlottenburg die Fachrichtung Maschinenbau.

### Zeit im Nationalsozialismus

#### Karriere vor dem Krieg
Flessner trat zum 5. November 1933 in die SS ein (SS-Nummer 203.456). Nach dem Abschluss seines Studiums mit Auszeichnung als Diplom-Ingenieur im Jahr 1935 nahm Flessner eine Stelle als Direktionsassistent bei der Auto Union AG in Spandau an. In dieser Zeit meldete er zusammen mit Rudolf Slaby sein erstes Patent für ein Kfz-Messgerät an. Im August 1938 nahm er die Stelle als Versuchsingenieur bei der amtlichen Prüfstelle und Versuchsanstalt für Kraftfahrzeuge an der TH Berlin an. Im Januar 1939 wechselte er als Betriebsleiter zur Firma August Bilstein in Altenvoerde. Hier begann er mit der Produktion seiner Erfindung, eines Prüfstands für die Fahrwerksvermessung an Kraftfahrzeugen.

#### Krieg im Westen und gegen die Sowjetunion

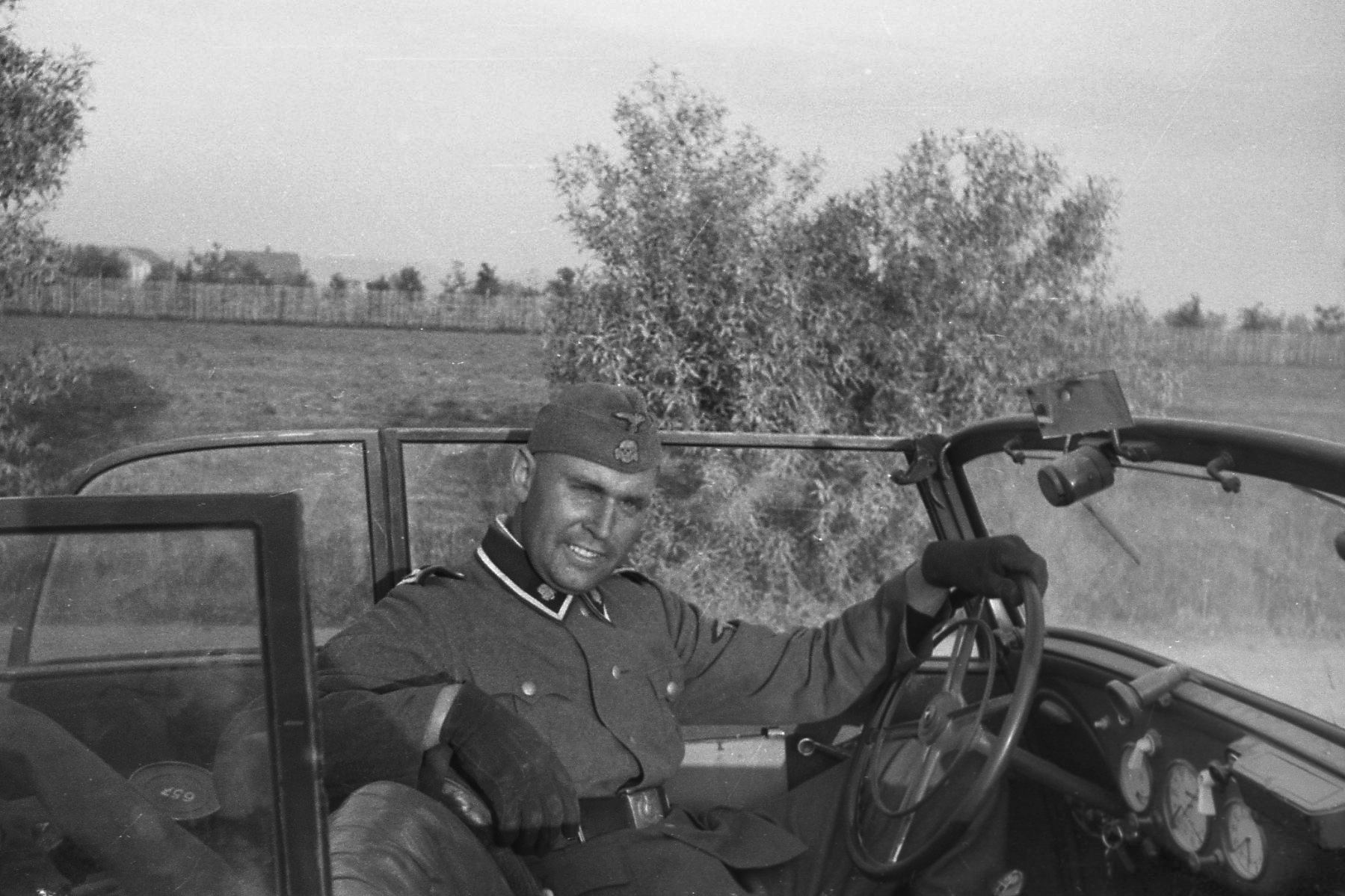
Heinz Flessner (1940)

Als Angehöriger der allgemeinen SS wurde Flessner am 9. September 1939 zur Verfügungstruppe eingezogen. Bilstein hatte vergeblich versucht, Flessner „unabkömmlich“ zu stellen. Er erreichte Weimar am 16. September und wurde unmittelbar nach Dachau verlegt. Hier wurde Flessner ab dem 11. Oktober nach kurzer Ausbildung zum Schirrmeister und zunächst zum Werkstattmeister der 2. Werkstattkompanie der SS-Totenkopf-Division ernannt. Aus dieser ging im November 1942 die SS-Panzergrenadier-Division und im Oktober 1943 die 3. SS-Panzerdivision Totenkopf hervor. 
Die Division wurde zunächst mit 6500 Mann aus der Verfügungsgruppe, zu der auch Flessner gehörte, sowie weiteren 6000 Mann aus Totenkopfstandarten der Wachmannschaften der deutschen Konzentrationslager zusammengefasst. Diese, durch Theodor Eicke im Geist des Nationalsozialismus motiviert und durch eine besonders rücksichtslose Kriegsführung gekennzeichnet, war an Kriegsverbrechen beteiligt und setzte den sogenannten Kommissarbefehl rigoros um. Unklar ist, inwieweit Flessner als Werkstattleiter daran beteiligt war.
Für die Instandhaltung der Fahrzeuge der Truppe sorgten drei Werkstattkompanien, die im überschlagenden Einsatz längere Zeit an einem Standort blieben. In der Funktion als Schirrmeister und später als Werkstattleiter nahm Flessner bis Juni 1941 am Frankreichfeldzug und bis November 1942 am 1. Russlandfeldzug teil. Zum 30. Januar 1942 wurde Flessner zum SS-Untersturmführer befördert. Nachdem Flessner und seine Division Demjansk nur noch aus der Luft mit Ersatzteilen versorgen konnten, gelang der Truppe der Ausbruch nach Westen, um in Frankreich mit neuen Soldaten versorgt zu werden. Die Division wurde im Raum Angoulême neu versammelt und mit 50 % unausgebildeten Rekruten im Februar 1943 erneut, diesmal nach Charkow, an die Ostfront geschickt. Nach verheerenden Verlusten begann ein erneuter Rückzug der Division. Auf dem Weg von Jassy nach Polen brach Flessner sich bei einem Sturz den 4. Lendenwirbel und war nach einem zweimonatigen Lazarettaufenthalt nur noch bedingt wehrtauglich. Zum 30. Januar 1944 wurde er zum SS-Obersturmführer befördert.

#### Sonderkommando 600 N „Natter“
Nach seiner Genesung im Spätsommer 1944 meldete er sich bei seinem Ersatztruppenteil beim Amt X im Bereich des Führungs-Hauptamtes aus dem Versehrtenurlaub zurück. Er erhielt den Befehl, nun im Range eines Projektleiters, im oberschwäbischen Waldsee das Waffen-SS Sonderkommando Waldsee aufzubauen. Am 20. September trat er seinen Dienst bei den Bachem-Werken an. Seine Diplomarbeit aus dem Jahre 1935, Thermodynamik der Flugmotoren und Abgasturbinen, qualifizierte ihn für diese Aufgabe. Dieses Kommando sollte den Senkrechtstarter Bachem Ba 349 Natter als sogenannte Wunderwaffe bauen.
Flessner leitete das Sonderkommando 600 N, das mit etwa 120 Rekonvaleszenten (frontuntaugliche Ingenieure, Techniker und Facharbeiter) im Flugzeugbau in den Bachem-Werken an dem senkrechtstartenden Raketenflugzeug Bachem Ba 349 Natter arbeitete. Seine Aufgabe bestand darin, diese Gruppe zu betreuen, fachgerecht einzusetzen und jegliche Zusammenarbeit zwischen den Facharbeitern, Wissenschaftlern und anderen Dienststellen zu unterstützen.

„Wir waren für die Front untauglich erklärt worden und sollten das Natter-Projekt personell unterstützen und verstärken. Wir waren also keine Kampftruppe und liefen nur draußen in Uniform herum. Wir waren auch keine Bewachertruppe und trugen keine Waffen. Es gab also bei der vielgeschmähten SS auch Gruppen, die die Menschen nicht hetzten, quälten und zu Tode schindeten, wie die schrecklichen Bewachungskommandos der KZ-Lager. Es fällt naturgemäß schwer, einer Sache, die unter dem Namen der SS ausgeführt wurde, etwas Gutes abzugewinnen; aber man würde diesen Menschen Unrecht tun, wenn man sie mit den Mordschergen Himmlers gleichsetzen würde. Es wurde also kein Heer von Häftlingen oder gequälten Sklaven zum Arbeitseinsatz gezwungen oder geschunden. Nein, genau das Gegenteil war der Fall, es kamen nur ausgesuchte Facharbeiter und Spezialisten  zum Einsatz. […] zum Höhepunkt der Entwicklungsarbeiten war die Truppe um Heinz Flessner auf etwa 500 Personen angestiegen […].“

Aufgrund der näher rückenden Fronten hielt er einen Kampfeinsatz für zwecklos. Er entließ die meisten Mitarbeiter in die Heimat und zog sich auf Befehl der Jagdfliegergeneralität mit wenigen Offizieren und vier Mustermaschinen nach Imst in Tirol zurück. Der Weg führte weiter bis nach Eggenstall im Pitztal, wo die vier Maschinen unter Tarnung auf einer Wiese abgestellt wurden. Im 100 Meter entfernten Gasthaus Liesel-Sonne untergebracht, wartete er mit seinem Team auf die Ankunft der Alliierten. Flessner glaubte, dass Bachem und weitere Verantwortliche der Meinung seien, dass die Amerikaner an einer perfekten Natter interessiert seien, um zusammen mit Wernher von Brauns V2 (Aggregat 4) für einen möglichen Krieg gegen die Russen vorbereitet zu sein. Am 6. Mai 1945 ergab er sich der 44. Division des 324. Regiments des 3. Battalions der L-Kompanie. Im in der Nähe liegenden Lager Haimig wurde er mit seiner Gruppe im weiteren Verlauf des Mai 1945 von den amerikanischen Streitkräften interniert. Bereits am 28. Mai wurde er wieder entlassen, um am 25. Juni erneut verhaftet zu werden. Am 1. Juli 1945 wurde er im Camp 73 in Kornwestheim interniert.

#### Entnazifizierung
In der Klageschrift des Hessischen Staatsministeriums – Abteilung für politische Befreiung – hieß es:

„Der Betroffene ist in die Gruppe der Aktivisten einzureihen. Die ausführlich gehaltenen Akten und Entlastungszeugnisse ergeben aber die Tatsache, dass der Betroffene nur seinem Ingenieurberufe nach lebte, jeden militärischen Tritt auch in der SS haßte, während seiner Studienzeit zur SS verpflichtet wurde, dann vergeblich suchte auszutreten. Zur Waffen SS eingezogen, wurde der Betroffene auf Grund seiner technischen Vorbildung als Dipl.Ing. zum Obersturmführer befördert. Nach Ausweis der Unterlagen trat der Betroffene politisch nicht hervor, weder als Aktivist noch als Militarist […] und somit der Bewährungsgruppe eingereiht werden kann.“

Im April 1947 wurde Flessner aus amerikanischer Gefangenschaft als minderbelastet entlassen.

### Zeit als Unternehmer in der Chipsindustrie

#### Anfänge

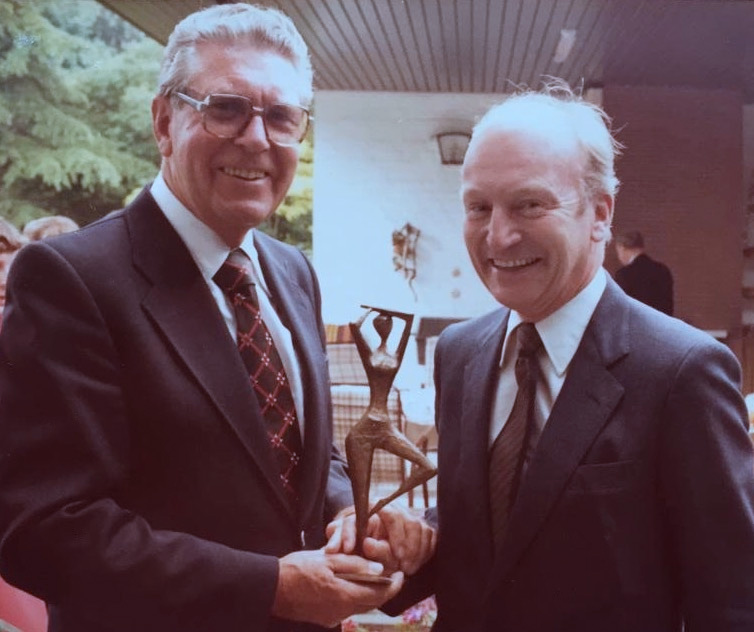
Heinz Flessner und Hermann Bahlsen (rechts) anlässlich einer Geschenkübergabe zum 75. Geburtstag von Heinz Flessner.

Nach seiner Gefangenschaft war Flessner mit einem Architektur- und Bauunternehmen für amerikanische Stellen tätig. Durch diesen Kontakt lernte er Kartoffelchips kennen. Amerikanische GIs ließen sich ihre Freizeitnahrung aus der Heimat schicken. Die lange Schifffahrt machte den Nachschub der krossen Cracker jedoch weich. Deshalb kam Flessner auf die Idee, sie den amerikanischen Soldaten als Produkte „Made in Germany“ anzubieten. Eine Marktlücke schien gefunden. Er gründet die State Side Potatoe Chips als Einzelunternehmung und arbeitet nun parallel an der Produktion von Kartoffelchips. 
Zunächst stellte er die Chips zusammen mit seiner Frau Ella zu Hause her. Flessner produzierte nur für die US-Soldaten; bei den Deutschen kamen die Chips anfangs nicht gut an. „Es war ja salzig. Die kannten nur süße Sachen“, erinnert sich Ella Flessner. Anschließend versuchte man, die Chips u. a. an Kiosken zu vermarkten. 1951 erhielt Flessner, jetzt wohnhaft in Neu-Isenburg, eine Lizenz für die Produktion. In Deutschland wurden nun offiziell die ersten Kartoffelchips für amerikanische Soldaten hergestellt. Flessner hörte davon, dass Herman Lay, der Gründer von Frito-Lay, Deutschland besuchen werde. 
Nach seinen Erzählungen begab er sich an den Frankfurter Flughafen und ließ Lay nach Ankunft der Maschine im Flughafen ausrufen. So kamen die beiden Unternehmer ins Gespräch, und Flessner konnte die entsprechenden Lizenzen erwerben. Er bekam aus den USA eine gebrauchte Ferry-Röstmaschine und konnte sie 1959 in Betrieb nehmen. Die industrielle Produktion wurde dann unter der Firmierung IBU gestartet und später von der Firma Bahlsen und The Lorenz Bahlsen Snack-World weitergeführt. Die Flessner KG war einer der größten deutschen Kartoffelchipsproduzenten.
Mitte der 1950er Jahre gründete er mit dem US-Amerikaner Harvey Noss, dem Briten David Sword und Hansheinrich Zweifel der Schweizer Chipsfirma Zweifel die European Potatoe Chip Association, aus der 1956 die European Snack Association hervorging. Im Frühjahr 1959 wurden IBU-Paprikachips auf der DLG-Wanderausstellung in Frankfurt angeboten. Schon einige Monate später konnten auf der Anuga in Köln dem deutschen Publikum bereits mehrere Produkte angeboten werden. Bis dahin war nur der Verkauf an die US-Streitkräfte möglich gewesen. Der Erfolg war derart ermutigend, dass bereits 1960 die erste vollautomatische Chipsanlage in Neu-Isenburg aufgestellt werden konnte.

#### Werke
Die steigende Nachfrage und damit Absatz von Kartoffelchips machte es erforderlich, die Produktion in Neu-Isenburg erheblich auszuweiten.

##### Neu-Isenburg
Hier war die Keimzelle der Kartoffelchipsproduktion. Im Mai 1951 gegründet, wurden hier alle für die Chipsherstellung benötigten Einrichtungen von Flessner selbst entwickelt bzw. konstruiert. Die Produktion wurde 1969 eingestellt. Hier befanden sich seither nur noch Verwaltung, Labor und Forschung.

##### Neuburg an der Donau
Im Januar 1961 wurde das Werk in Neuburg an der Donau gegründet. Wegen fehlender Möglichkeiten zur Ausweitung der Produktion wurde das Werk 1969 stillgelegt.

##### Goldenstedt
Im Februar 1961 entstand das Werk Goldenstedt. 1974 wurde hier die Chipsherstellung aufgegeben und bei gleichzeitiger Werksvergößerung die Produktion von Knabberspezialitäten unter Einsatz des selbst entwickelten Extruders maßgeblich erweitert. Es entstanden u. a. die Marken Peng, Kartoffelgebäck, Käselinchen, Peppies und Zwiebelringe. 1976 waren hier 600 Mitarbeiter beschäftigt. Es wurden jährlich 50.000 t Kartoffeln verarbeitet. Diese wurden aus einer Erzeugergemeinschaft von 700 Landwirten geliefert.

##### Neunburg vorm Wald
Am 19. September 1969 nahm Flessner die Produktion in Neunburg vorm Wald auf. Die Anlage galt zu dieser Zeit als modernste Kartoffelchipsfabrik Europas. Die in Absatzschwierigkeiten geratenen Kartoffelanbauer konnten nun mit der regelmäßigen Abnahme ihrer Produktion rechnen. 400 Menschen kamen hier anfangs in Lohn und Brot. Weiteren 600 Bauern konnte die Abnahme von jährlich 23.000 t Qualitätskartoffeln garantiert werden. Hier wurde Flessner später zum Ehrenbürger ernannt.

##### Hankensbüttel

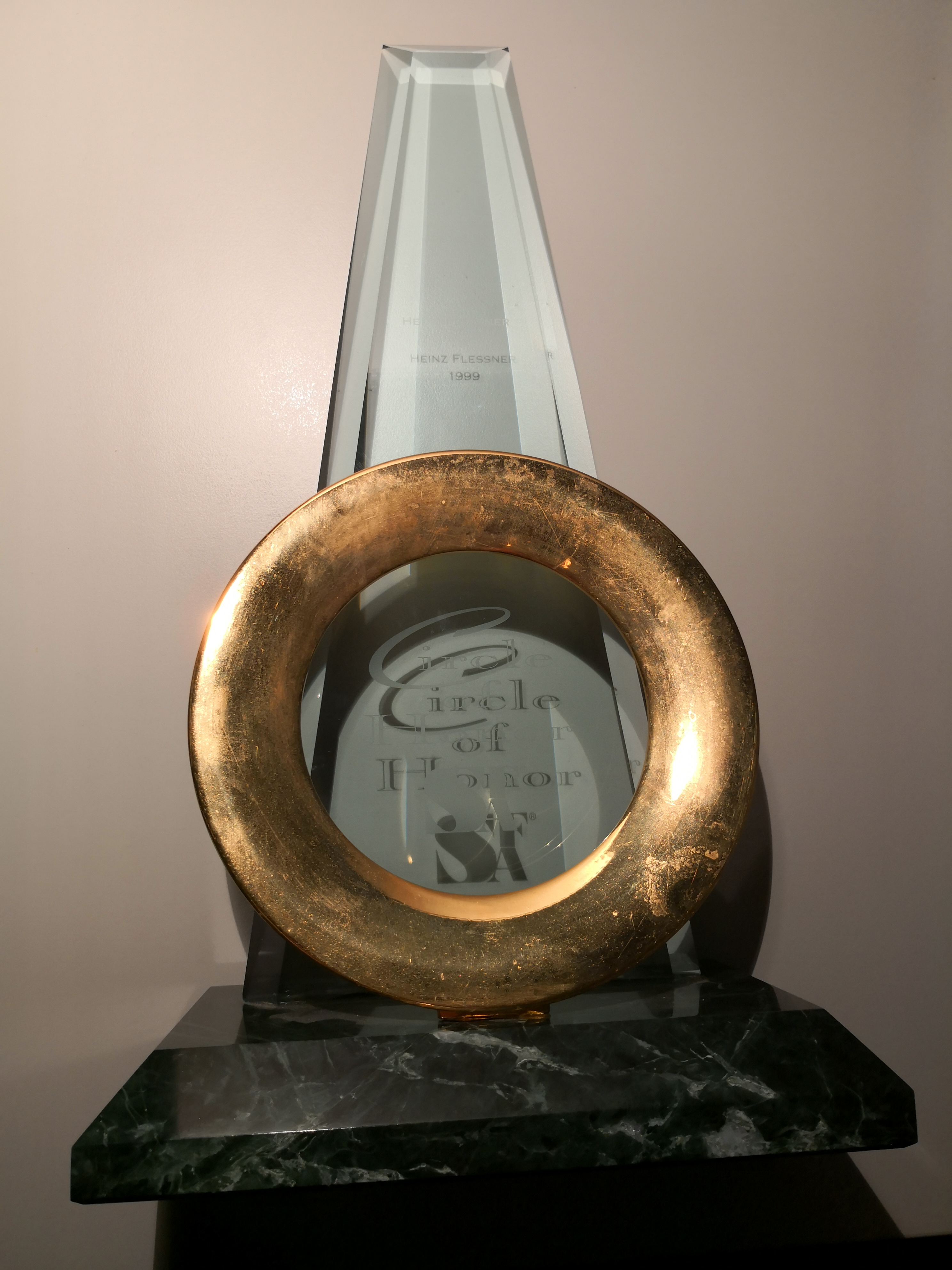
SFA – Pokal Circle of Honour

1972 folgte das Werk in Hankensbüttel. Flessner sah hier erhebliches Potential, schlossen sich 1970 doch 70 Landwirte zur Erzeugergemeinschaft Industriekartoffel-Erzeugergemeinschaft Ost-Heide (IKEGO) zusammen und errichteten entsprechende Kartoffellager. In den Anfängen stellte die IKEGO der Flessner KG rund 15.000 t Kartoffeln zur Verfügung. Diese Menge erhöhte sich bis 1985, dem Zeitpunkt des Übergangs auf Bahlsen, auf rund 44.000 t. Ab 1993 bis ins Jubiläumsjahr der IKEGO 1995 wurden bereits jährlich etwa 55.000 t Kartoffeln eingekauft.

#### Internationale Verbindungen
1976 begann nach einigen Jahren der Stagnation auf dem deutschen Chipsmarkt im Mai eine neue Produktionslinie mit der Produktion der Chipsletten. Mit niederländischen, französischen und dänischen Partnern gründete Flessner die Snacks GmbH. So bekamen die Dänen von hier ihre Taffel Chipso, die Franzosen Top d’Or, die Niederländer Cheers und die Italiener Chips doré.

#### Flessner Engineering
Anfang der 1970er Jahre startete der Vertrieb der von Flessner selbst entwickelten und patentierten Snackfood-Maschinen. Dazu gehören der Rohstoffmischer V 245 mit einem Nutzvolumen von 100 Liter, die Extruder EF 70/2 (Kurzschraubenextruder) und EF-S 76/2 (Scheibenextruder) mit einer Kapazität von jeweils 85 Kilo Rohcollets pro Stunde, die Dosierwaage EF DW mit einer Kapazität von 500 Kilo pro Stunde, der Bandtrockner EF BT 600-1 (800-1) mit einer Kapazität von 300 Kilo (500 Kilo) pro Stunde, der Doppeltrommel-Trockner EF 2 TT mit einer Kapazität von 200 Kilo Rohpellets, der Fettkochkessel mit einem Volumen von 500 Litern und die Würztrommel mit einer Kapazität von 500 Kilo pro Stunde. Flessner vertrieb seine Maschinen weltweit.

#### Weitere Entwicklung
1964 entstand die Partnerschaft mit dem Hause Bahlsen. 1966 erwarb Flessner das Unternehmen Kelly in Österreich. Kurz vor seinem Firmenjubiläum 1976 startete Flessner in Europa die Produktion von aus Kartoffelteig hergestellten Stapelchips, die im Handel als Chipsletten angeboten wurden. Mit einem ähnlichen Produkt hatte das Industrieunternehmen Procter & Gamble bereits 1968 in den USA Aufsehen erregt. Die von P&G hergestellten Pringles fanden erst 1996 ihren Weg nach Deutschland. 1982 ging Heinz Flessner in Pension. 1985 verkaufte er seine letzten Geschäftsanteile an die Firma Bahlsen. 1999 wurde er posthum in den Circle of Honor der International Snack Food Association aufgenommen. Die Ehrung nahm seine Tochter Anke in Atlanta entgegen.

## Offizielle Verantwortlichkeiten
- Ab 1962 im Vorstand des Bundesverbands der kartoffelverabeitenden Industrie
- Vorstandsmitglied in der Förderungsgemeinschaft Kartoffelwirtschaft
- Vorstandsmitglied in der Potato Chip Industry’s Research Group (PCIRG), Wageningen
- Mitglied der European Chips/Snacks Association (ECSA), von 1963 bis 1964 ihr Präsident, zu dieser Zeit die europäische Sektion des Potato Chip Institute International (PCII), USA
- Mitglied der Arbeitsgemeinschaft Kartoffelforschung (AGKF), Detmold

## Ehrungen
- Mit Beschluss vom 31. März 1976 wurde Flessner Ehrenbürger in Neunburg vorm Wald.[26]
- 1973 wurde Flessner die Staatsmedaille für besondere Verdienste auf dem Gebiet der Ernährungs-, Land- und Forstwirtschaft sowie der Ländlichen Entwicklung in Silber verliehen.[27]
- 1975 wurde Flessner das Bundesverdienstkreuz am Bande verliehen.[28]
- In Neunburg vorm Wald wurde die Heinz-Flessner-Straße nach ihm benannt.
- Das ehemalige Firmengelände in Neu-Isenburg wird noch heute nach ihm Flessnerhalle genannt.[29]
- 1999 wurde er posthum in den Circle of Honor der International Snack Food Association aufgenommen.[30]

## Privates
Am 26. Juni 1948 heiratete er Ella Ohly (* 14. Juni 1919 in Gießen; † 15. Januar 2014 in Bad Homburg). Gemeinsam haben sie zwei Töchter: Anke Stark-Flessner (* 1. Juni 1950) und Hillrike Flessner-Sälzle (* 23. März 1952).
Flessner war ab dem 1. September 1949 Mitglied des Magischen Zirkels von Deutschland und ab 1958 in der International Brotherhood of Magicians.

## Trivia
In der ZDF-Info-Dokumentation „Projekt Natter“ von 2013 wurde Heinz Flessners Rolle bei der Entwicklung der Bachem Ba 349 Natter thematisiert.
In einer Rundfunksendung des WDR berichtet Ella Flessner von den Anfängen.